# Aroana baliensis
Aroana baliensis là một loài bướm đêm trong họ Erebidae.